# Belgrad
Belgrad (serbiska: Београд/Beograd (uttal (fil)), med betydelsen "Vita staden") är Serbiens huvudstad. Staden är en av Europas äldsta huvudstäder som under sin historia har styrts av kelter, romare, bulgarer, ungrare, österrikare, turkar, tyskar och serber. Första gången staden blev Serbiens huvudstad var 1284.
Staden är belägen där floden Sava möter Donau och hade en folkmängd på 1,65 miljoner vid folkräkningen 2011. Belgrads centralort, som omfattar delar av 10 av stadens 17 kommuner, hade 1 166 763 invånare vid samma tidpunkt.
Belgrad är en separat administrativ enhet i Serbien och har sitt eget parlament. Stadens territorium är indelat i 17 kommuner och upptar 3,6% av Serbiens yta på vilken 21% av landets totala befolkning lever. Belgrad är även Serbiens ekonomiska och kulturella centrum.

## Historia
Staden har sitt ursprung i en keltisk besittning från 300-talet f.Kr. På platsen anlade sedan romarna ett legionsläger Singidunum i början av kejsartiden. Redan då var stadens strategiska läge viktigt. Legionslägret förstördes av hunnerna 442 och erövrades upprepade gånger av germanska, slaviska och andra stammar. Efter några århundraden av slaviskt styre erövrades staden av Bysans för att slutligen bli serbisk på 1100-talet.
Under medeltiden skiftade staden ofta härskare och var omstridd av Bulgarien,  Bysans och Ungern. 
1284 gav den ungerska kungen staden som gåva till den serbiska kungen då denne gifte sig med kungens dotter. 
1427 blev staden åter ungersk. När osmanerna trängde allt längre norrut under 1400-talet motstod Belgrad/Nándorfehérvár dem med ungersk hjälp (belägringen av Belgrad 1456 under ledning av János Hunyadi), men år 1521 erövrades staden slutligen av Osmanska riket. från Kungariket Ungern. 350 år av osmanskt styre följde, med avbrott för tre kristna ockupationer. Under hela den Osmanska perioden kallades staden för Dar-ul-Jihhad, det vill säga det heliga krigets hus/stad eftersom den fungerade som en brygga för alla militära operationer västerut. Under 1500- och 1600-talet upplevde Belgrad en storhetstid och hade då omkring 100 000 invånare, det var också under denna period som Belgrad med sina då cirka 200 moskéer var den moskétätaste staden i Europa efter Istanbul. På grund av de ständiga invasionerna, krigen och ödeläggelsen sjönk dock befolkningen och Belgrad förblev en småstad ända fram till industrialiseringen.
Den sista osmanska befästningen utrymdes 1867 och Belgrad blev på 1800-talet huvudstad i det självständiga Serbien. Den var från 1918 till 1941 huvudstad i kungariket Jugoslavien. 1941 erövrades och ockuperades staden av axelmakterna och blev svårt skadat under striderna. Belgrad deklarerades snart som den första "jude-fria" huvudstaden i Europa men befriades 1944 av Röda armén och de jugoslaviska partisanerna. Från 1945 till 2003 var Belgrad huvudstad först i federationen och därefter i förbundsrepubliken Jugoslavien; efter detta den politiska huvudstaden i unionen Serbien och Montenegro samt huvudstaden i delstaten Serbien i sagda union, fram till dennas upplösning år 2006. Under Kosovokriget 1999 flygbombades staden av NATO-styrkor. Några av de byggnader som skadades eller förstördes i bombningarna var Ušćeskrapan, Avalatornet, Kinas ambassad, Radio-televizija Srbijes högkvarter, och flera sjukhus.

### Historiska namn
Genom historien har Belgrad haft många olika namn.
- Singidūn(on) — Keltiskt namn; dūn(on) betyder "logement, inhägnat område", Singi är fortfarande oförklarat, men det finns teorier om att namnet härrör från 279 f.Kr.
- Singidunum — Rom erövrade staden och anlade ett härläger där. Latiniserade det keltiska namnet
- Beograd — slaviskt namn som första gången nämns i ett brev från påve Johannes VIII till Boris I av Bulgarien år 878
- "Den vita staden (alternativt borgen)":
  - Alba Graeca — Latinsk översättning.
  - Fehérvár — Ungersk översättning.
  - Weißenburg — Tysk översättning.
  - Castelbianco — Italiensk översättning.
  - Nandoralba — I medeltida Ungern fram till 1400-talet.
- Nandorfehérvár — I medeltida Ungern.
- Landorfehérvár — I medeltida Ungern.
- Veligradon — Bysantinskt namn.
- Veligradi, Βελιγράδι — Grekiskt namn.
- Dar Ul Jihad (Krigets hus) — Turkiskt namn.
- Veligrada — Osmanskt namn.
- Belogrados poleos.

## Geografi
Belgrad ligger i sydöstra Europa, på Balkanhalvön. Staden ligger där floden Sava flyter ihop med Donau, på sluttningen mellan två uppvärmda slätter. Vatten omger staden på tre sidor. På grund av läget har Belgrad kallats "porten" till Balkan och "dörren" till Centraleuropa.
Belgrad är beläget vid skärningspunkten för vägarna mellan östra och västra Europa, vilka går igenom dalgången Morava-Vardar och Nišava-Maricadalen, till Egeiska havets stränder, Mindre Asien och Mellanöstern. Staden är belägen vid floden Donau som är den vattenled som sammanbinder sydöstra och östra Europa. Efter att Đerdapdammen byggdes och den konstgjorda sjön vid denna skapades har Belgrad blivit både en flod- och havshamn. Skepp från Svarta havet seglar till Belgrads kajer. Efter öppnandet av kanalen mellan Rhen-Main-Donau blev Belgrad centrum för en av de viktigaste skeppningslederna i Europa: Nordsjön – Atlanten – Svarta havet.

### Klimat

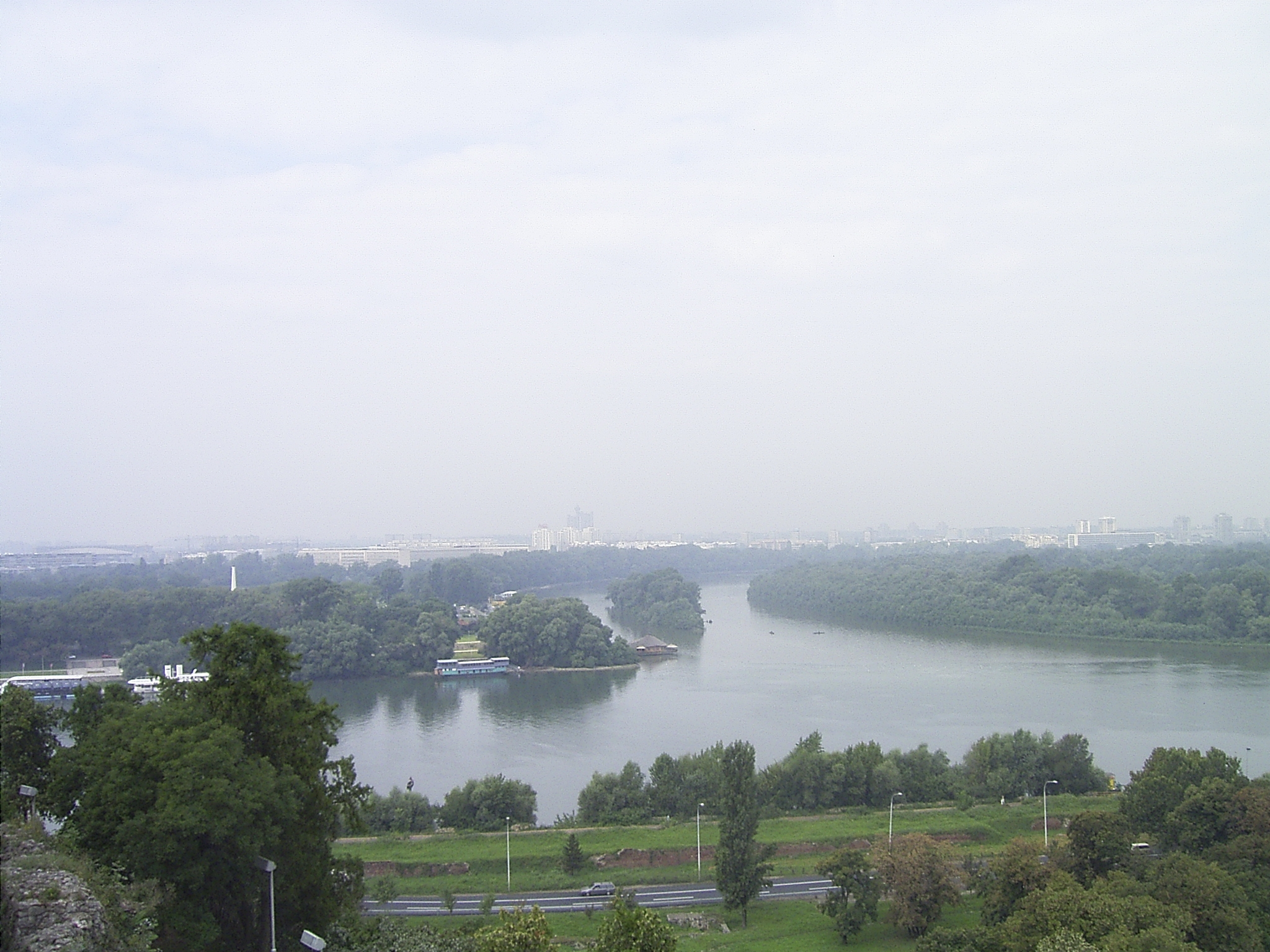
Floden Sava flyter ihop med Donau

Belgrad har ett fastlandsklimat med fyra årstider. Hösten är relativt lång med inslag av brittsommar. Vintrarna är inte särskilt stränga med i genomsnitt 21 dagar om året med temperaturer under noll grader. Den kallaste månaden är januari då medeltemperaturen är 0,4 °C. Våren är kort och regnig och sommaren kommer ofta abrupt.
Under perioden 1961–1990 var årsmedeltemperaturen 11,9 °C. Juli (21,7 °C) och augusti (21,3 °C) är de varmaste månaderna. Januari är den kallaste månaden (-0.5 °C). Den lägsta temperatur som uppmätts i Belgrad är -26,2 °C vilket inträffade den 10 januari 1893. Den högsta temperaturen, 41,8°C uppmättes både den 12 augusti 1921 och den 9 september 1946. Det genomsnittliga antalet dagar med temperaturer över 30 °C är 31 och över 25 °C är 95.
Belgrads klimat kännetecknas också av Košava den sydöst-östliga vind som medför klart och torrt väder. Den blåser oftast på hösten och vintern med 2-3 dagars intervall. Košava har en medelvindstyrka på 25–43 km/h men kan nå upp till 130 km/h.
Medelårsnederbörd i Belgradtrakten är 685 mm, och det mesta regnet faller i maj och juni. Belgrad har i genomsnitt snöfall 27 dagar om året och snötäcket blir liggande 30-44 dagar och har en medeltjockhet av 14–25 cm.

## Demografi
Under 1500- och 1600-talet upplevde Belgrad en storhetstid med omkring 100 000 invånare. På grund av de ständiga invasionerna, krigen och ödeläggelsen sjönk befolkningen och Belgrad förblev en småstad ända fram till industrialiseringen.

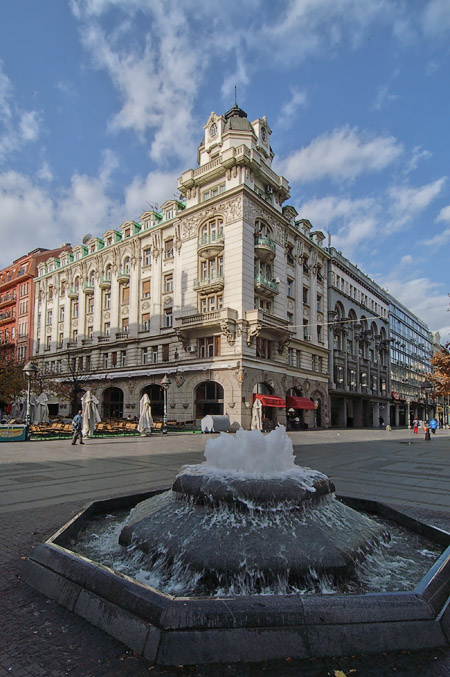
Knez Mihailova – Belgrads huvudgata.

| Invånarantal |         |
| År           | Antal   |
| 1872         | 27 000  |
| 1910         | 91 000  |
| 1921         | 112 000 |
| 1931         | 267 000 |
| 1953         | 470 000 |
| 1977         | 770 000 |

### Etniska grupper
- Serber – 1 317 187[10]
- Jugoslaver – 22 161
- Montenegriner – 21 190
- Romer – 19 191
- Kroater – 10 381
- Bosniaker 100 000

### Religiösa grupper

Karta över Belgrads distrikt.

- Serbisk-ortodoxa – 90,68%[11]
- Muslimer – 1,29%
- Katoliker – 1,03%
- Protestanter – 0,24%
- Judar – 0,03%
- Övriga

## Administration
Belgrad fungerar som en separat administrativ enhet i Serbien och har sitt eget parlament. Staden indelas i 17 kommuner (serbiska: Opštine/Општине) – tio stadsdelar och sju förorter.

### Kommuner
|    | Namn         | Yta (km²) | Befolkning (1991)      | Befolkning (2002) | Stadsdel/förort |
| -- | ------------ | --------- | ---------------------- | ----------------- | --------------- |
| 1  | Barajevo     | 213       | 20 846                 | 24 641            | Förort          |
| 2  | Voždovac     | 148       | 156 373                | 151 768           | Stadsdel        |
| 3  | Vračar       | 3         | 67 438                 | 58 386            | Stadsdel        |
| 4  | Grocka       | 289       | 65 735                 | 75 466            | Förort          |
| 5  | Zvezdara     | 32        | 135 694                | 132 621           | Stadsdel        |
| 6  | Zemun        | 154       | 176 158                | 136 645           | Stadsdel        |
| 7  | Lazarevac    | 384       | 57 848                 | 58 511            | Förort          |
| 8  | Mladenovac   | 339       | 54 517                 | 52 490            | Förort          |
| 9  | Novi Beograd | 41        | 218 633                | 217 773           | Stadsdel        |
| 10 | Obrenovac    | 411       | 67 654                 | 70 975            | Förort          |
| 11 | Palilula     | 451       | 150 208                | 155 902           | Stadsdel        |
| 12 | Rakovica     | 31        | 96 300                 | 99 000            | Stadsdel        |
| 13 | Savski Venac | 14        | 45 961                 | 42 505            | Stadsdel        |
| 14 | Sopot        | 271       | 19 977                 | 20 390            | Förort          |
| 15 | Stari Grad   | 5         | 68 552                 | 55 543            | Stadsdel        |
| 16 | Surčin       | 285       | Del av Zemun till 2004 | 55 000            | Förort          |
| 17 | Čukarica     | 156       | 150 257                | 168 508           | Stadsdel        |
|    | Summa        | 3 227     | 1 552 151              | 1 576 124         |                 |

## Kultur och konst

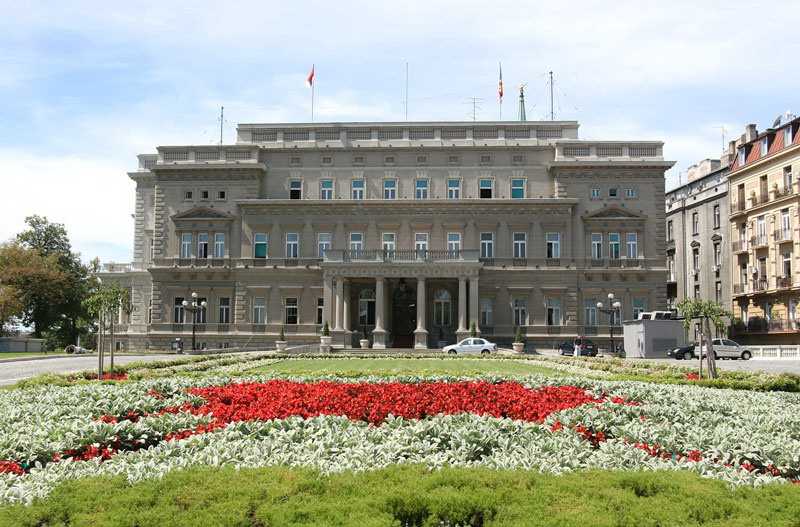
Det gamla palatset – nyklassicism i Belgrad.

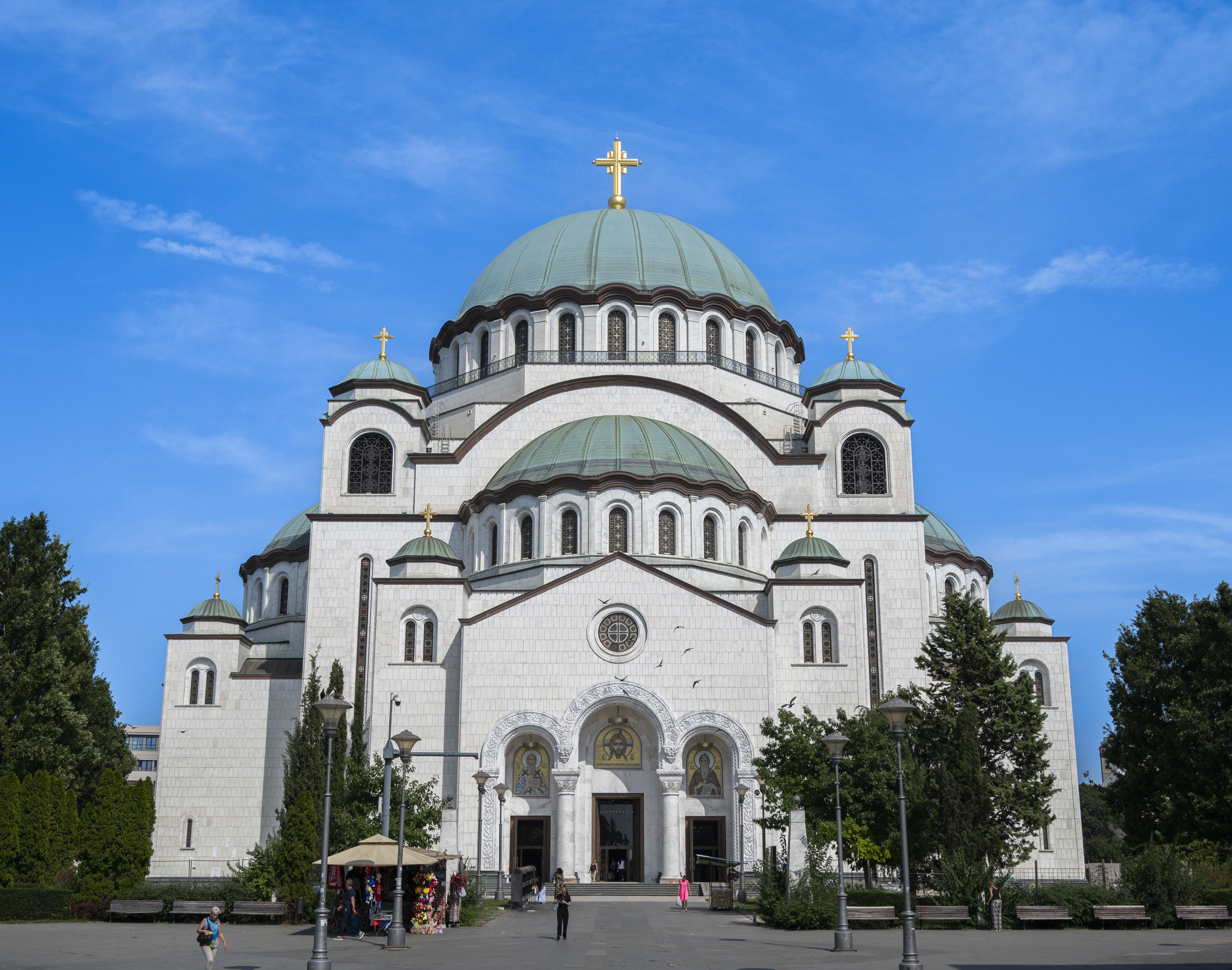
Sankt Savas kyrka är en av världens största ortodoxa kyrkor.

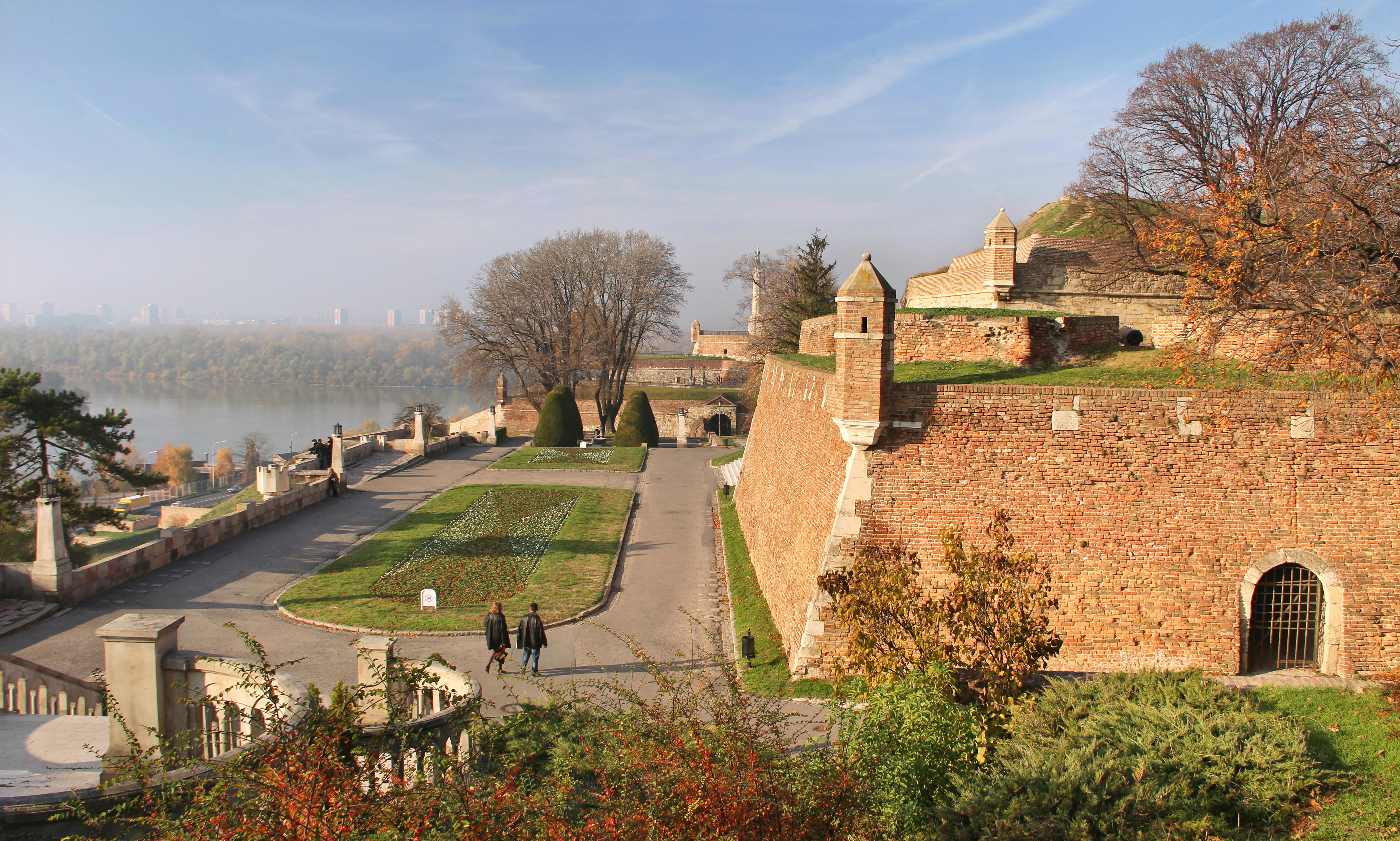
Kalemegdan.

### Arkitektur och stadsbild
Stadens utseende präglas av nästan två årtusenden av erövringar och krig. Staden har totalförstörts flera gånger och har inslag från de olika erövrarnas byggnadsstilar. Detta har gett staden en exotisk och kosmopolitisk karaktär. Stadens arkitektur präglas av både modernt och gammalt. Centrala Belgrad består mest av gamla byggnader, medan området Novi Beograd (Nya Belgrad) började byggas efter andra världskriget på det låglänta området vid Sava floden, och präglas av 1900-talsarkitektur. Novi Beograd är den stadsdel som växer mest, det är också stadens finansiella centrum. Många storföretag har bland annat sina regionala kontor där.

### Museer
Staden har ett trettiotal museer och gallerier bland vilka speciellt kan nämnas Nationalmuseet med över 900 000 objekt, vars nuvarande byggnad byggdes 1903 och Museet för modern konst från 1965.

### Teater
Den främsta av stadens sju teatrar är Nationalteatern som grundades 1869.

### Religiösa byggnader
I Belgrad finns många ortodoxa kyrkor. Några som kan nämnas är Sankt Markus kyrka och Sankt Savas kyrka, som är världens största ortodoxa kyrka i funktion. I staden fanns förr i tiden många moskéer men idag finns endast en kvar, Bajraklimoskén. Det finns även katolska kyrkor och en synagoga (synagogan i Belgrad) i staden.

### Parker
- Kalemegdan
- Tašmajdan
- Karađorđev park
- Čubura
- Topčider
- Avala

## Utbildning och forskning
Belgrad har ett universitet som grundades 1808, och är det äldsta i denna del av Europa. Astronomiskt observatorium finns också.

## Rekreation

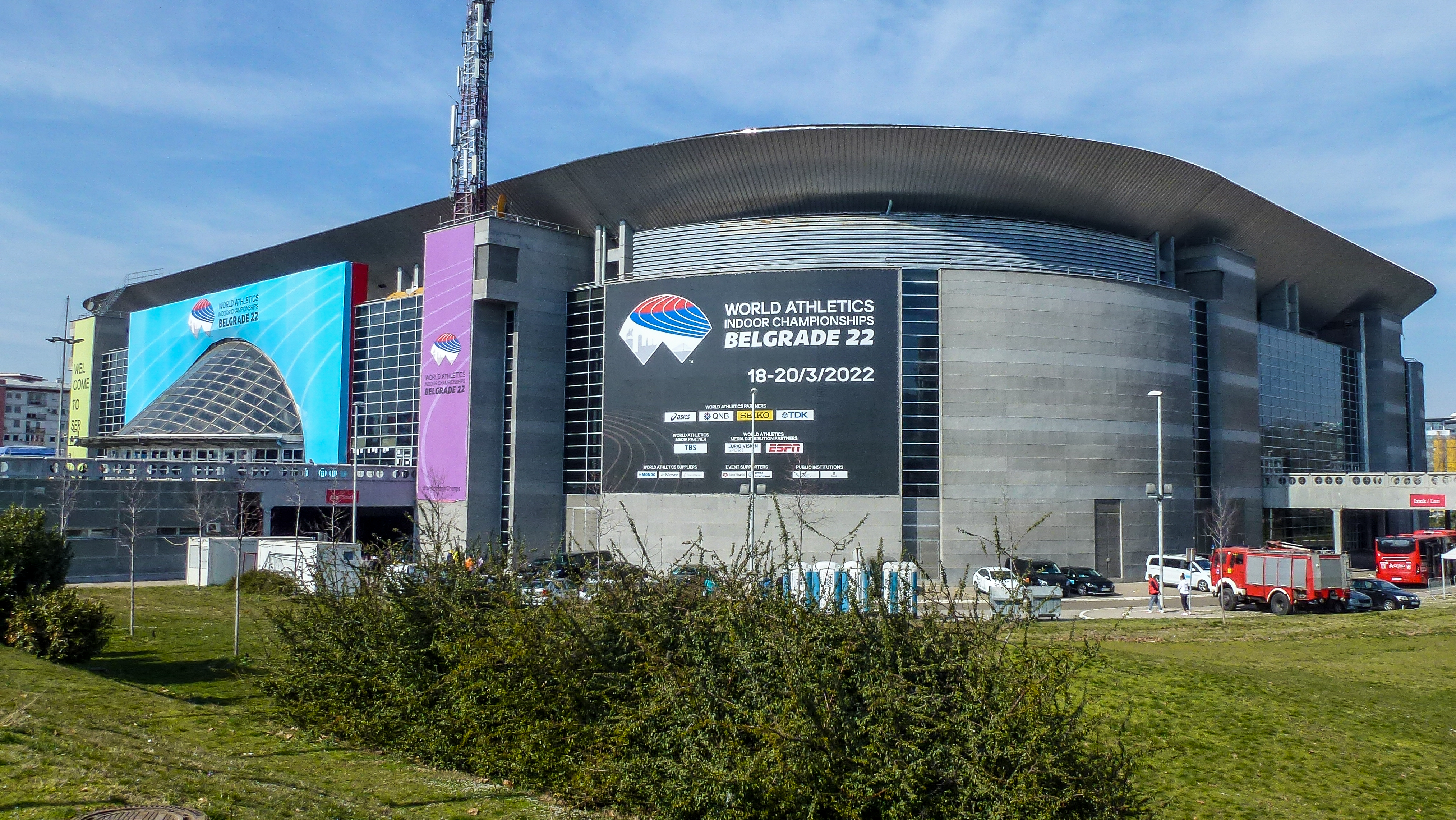
Kombank arena.

### Sport
Det finns runt 1 000 stycken sportanläggningar av god kvalitet i Belgrad, många är kapabla att hålla sportevenemang på. Belgrad har varit värd för Europa- och världsmästerskap i flera olika sporter, bl.a. basket, fotboll, handboll och volleyboll.

#### Mästerskap i Belgrad
- Europamästerskapen i friidrott 1962 hölls i Belgrad.
- Europamästerskapet i fotboll 1976 hölls i Zagreb och Belgrad.
- Europamästerskapet i basket 2005 hölls i Serbien, bl.a. i Kombank arena.
- Sommaruniversiaden 2009 hölls i Belgrad.

#### Större sportklubbar

##### Fotboll
- Röda Stjärnan.
- FK Partizan Belgrad.

##### Handboll
- HK Röda Stjärnan.
- HK Partizan Belgrad.

### Nöjen
2008 var Serbien värd för Eurovision Song Contest som hölls i Kombank arena i Belgrad.

## Ekonomi och näringsliv

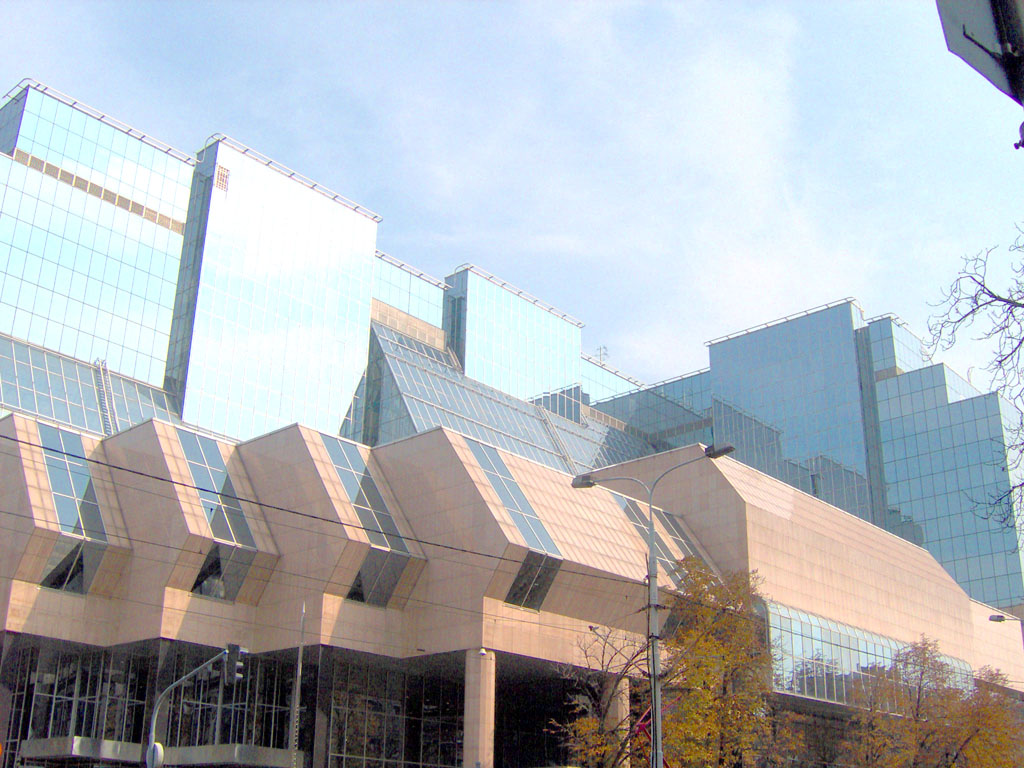
Serbiska nationalbanken i Belgrad.

Belgrad har textil-, metall och livsmedelsindustri och är Serbiens utan tvekan viktigaste ekonomiska centrum. Hela 30% av Serbiens BNP kommer från Belgrad och dessutom bor 30% av Serbiens arbetande befolkning i staden. Stadens läge vid en segelbar flod har gjort att den blivit en viktig hamn.
Staden liksom Serbien återhämtar sig snabbt från 1990-talets svåra ekonomiska situation. Serbien var då under FN-sanktioner vilket hämmade ekonomin och resulterade bland annat i hyperinflation. Några av Belgrads viktigaste företag är Air Serbia, Telekom Srbija, Telenor Srbija och Delta Holding.

## Turism
Sedan 1990-talet har Serbien sett en återkomst av utländska turister. Belgrad har åter blivit ett mål för veckoslutsresor för resenärer speciellt från Bosnien och Hercegovina, Kroatien och Slovenien.

### Nattliv

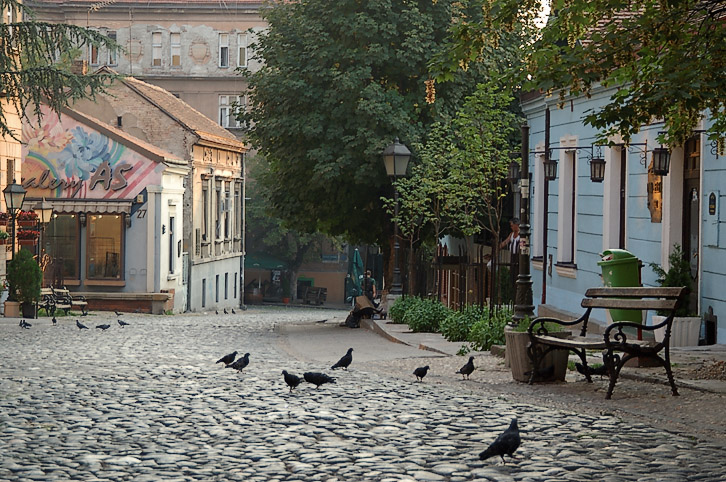
Skadarlija.

Belgrad är omtalat för sitt nattliv. Många nattklubbar har öppet till tidig morgon och är utspridda över hela staden. De mest kända och besökta nattklubbarna finns på strandbåtarna (splavovi) utefter Donau och Sava. Strandbåtarna är populära under sommarmånaderna.
Alternativa kända nattklubbar är "Akademija", "Stefan Braun" och kultklubben "KST" (Klub studenata tehnike).
Mer traditionellt serbiskt nattliv med traditionell musik, så kallad "Starogradska muzika" (folkmusik) hittar man i prominenta Skadarlija, stadens centrala bohemiska kvarter med 1800-tals byggnader. Där samlas stadens poeter och konstnärer. Gatan Skadarska (centrala delen av Skadarlija) och närområdena har några av Belgrads bästa och äldsta restauranger. Där finns också stadens äldsta ölhall, från tidigt 1800-tal.

## Transporter och infrastruktur

### Vägar
Stadens gamla trafikpulsåder sträcker sig från Kalemegdan längs med Knez Mihailovagatan och genom Terazije till Slavijaplatsen. Idag är dock bara sträckningen söder om Terazije öppen för biltrafik, medan hela Knez Mihailova är gågata.
I Belgrad finns några viktiga motorvägar som sträcker sig ut över stora delar av Serbien. Dessa är mycket viktiga för både Belgrad och övriga delar av Serbien. Trafiken är numera också mycket tät på dessa. En viktig motorväg går rakt genom staden medan det också håller på att byggas en ringled i form av en motorväg. Motorvägarna utgör också viktiga internationella förbindelser med övriga Europa. Bland dessa kan nämnas motorvägen E75 som utgör en viktig förbindelse till Nordmakedonien och Grekland. En annan mycket viktig motorväg är E70 som utgör en viktig förbindelse mot Kroatien, Slovenien och Österrike.

### Broar
Belgrad har sju broar över Sava och en över Donau:
- Stari savski most (Gamla Savabron) – 410 meter lång och den enda bro i Belgrad som överlevde andra världskriget. Bron var en av de få i Europa som nazisterna misslyckades med att förstöra under sin reträtt, eftersom man lyckats desarmera minorna som lagts på bron.[13]
- Gazela – den mest trafikerade och Belgrads viktigaste bro. 332 meter lång och byggd 1966–1970.[14]
- Brankov most (Brankos bro) – 450 meter lång som binder samman gamla delarna av staden med Novi Beograd. Byggdes 1956 på samma plats där en äldre bro förstörts i andra världskriget.[15]
- Stari železnički most (Gamla järnvägsbron) – bro över Sava.
- Novi železnički most (Nya järnvägsbron) – bro avsedd för tågtrafik över Sava. Byggd 1976, 1 928 meter lång.[16]
- Bron över Sava i Obrenovac, 30 km söder om centrum. Byggd 1993–1999. Längd 912 meter.
- Pančevački most (Pančevobron) – bro över Donau som leder till Pančevo. 1 075 meter lång, byggd 1935, förstörd och byggd på nytt 1946.
- Most na Adi (Bron över Ada) – bro över Sava och Ada Ciganlija som går från Čukarica till Novi Beograd. Bron är 996 m lång och öppnades 1 januari 2012.

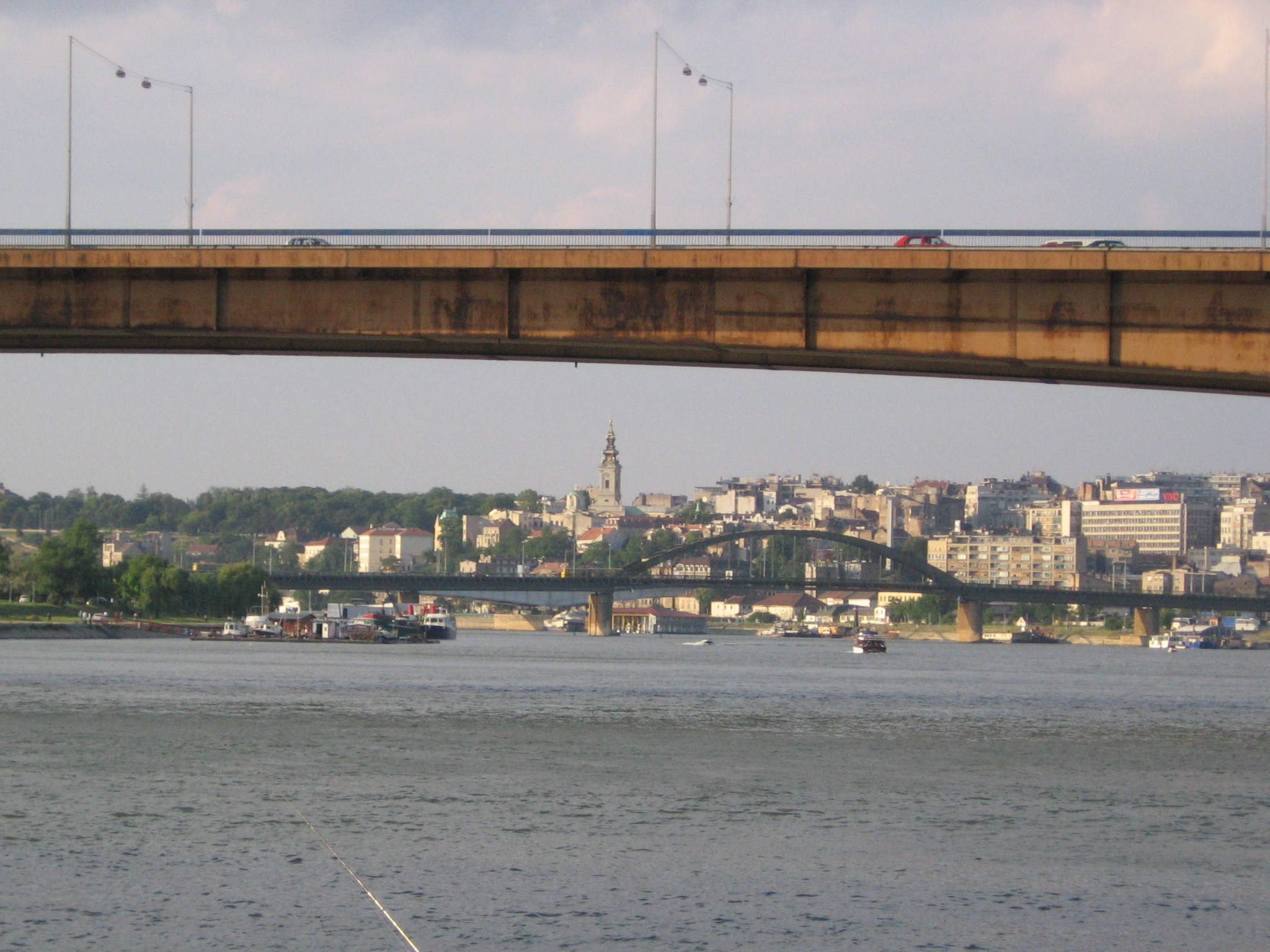
Belgrads broar – Gazela, Stari saavski most och Brankov most över floden Sava.
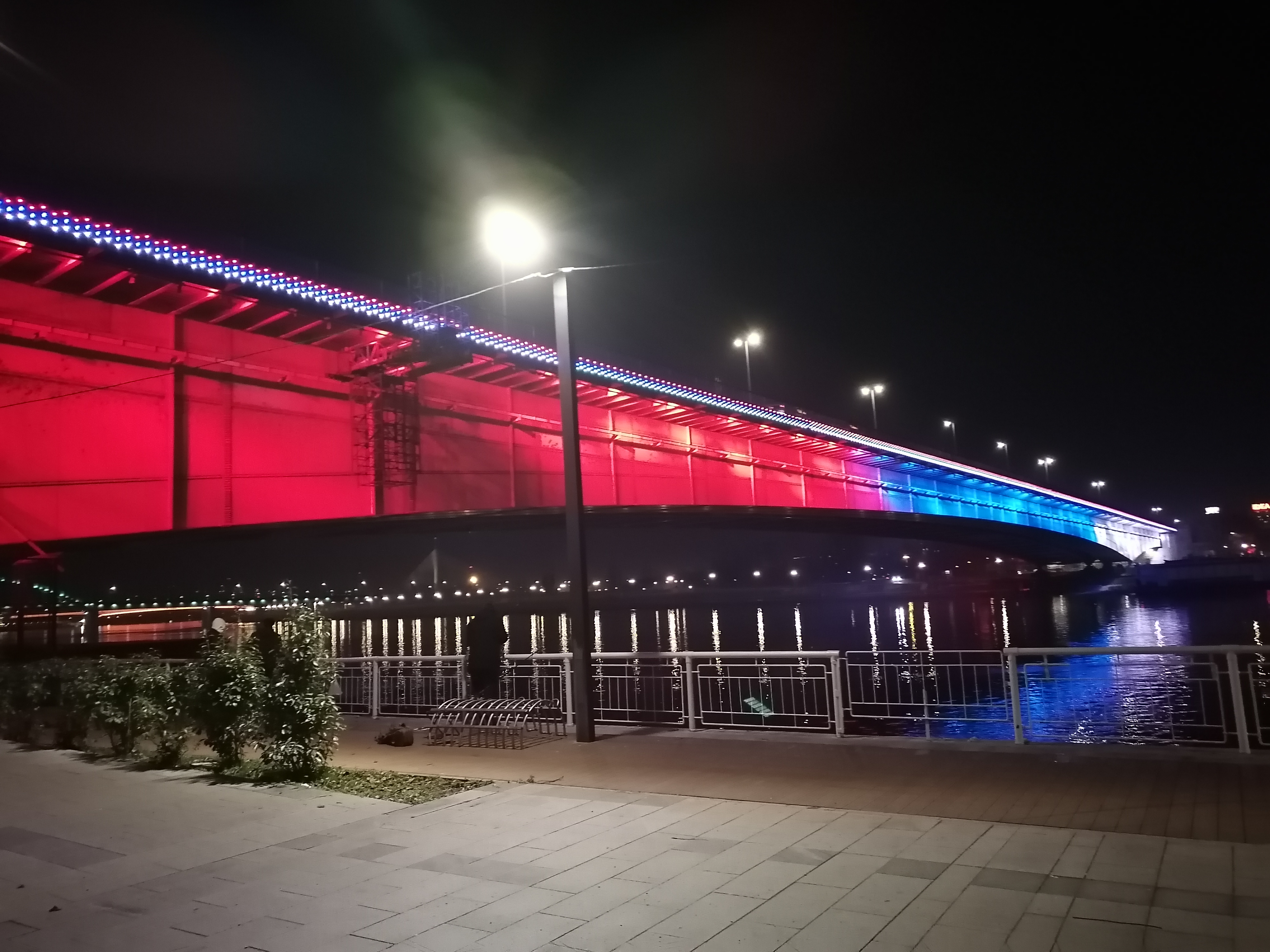
Brankos bro målad i den serbiska flaggans färger.

### Buss

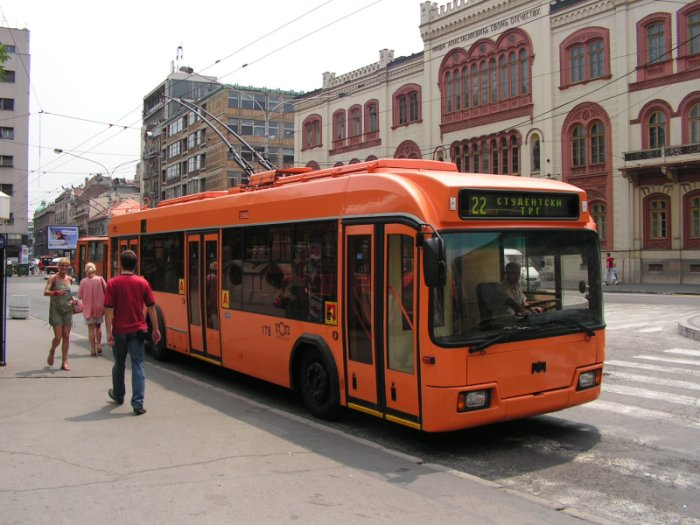
Trådbuss i Belgrad.

Busstrafiken är mycket omfattande i Belgrad. Busstrafiken når ut till stora delar av staden. Det finns även en del trådbusslinjer i Belgrad. Bussarna har dock en mycket blandad standard. Flera av bussarna är ca 30 år gamla medan andra är alldeles nya och av mycket modernt utförande som tillkommit de senaste åren.
Däremot finns det inga bussar i en ålder däremellan. Detta beror på att Serbien hade en handelsblockad under kriget på 1990-talet och detta gjorde att de då inte kunde köpa in nya bussar. Ekonomin tillät det inte heller. Efter att kriget tagit slut och Serbien åter öppnats mot resten av världen så köps det nu in nya bussar i mycket stor omfattning för att ersätta de äldsta som har rullat på övertid i många år.

### Spårvagn
Spårvagnslinjenätet täcker in de centrala delarna av Belgrad.

### Tunnelbana
Någon riktig tunnelbana finns inte i Belgrad. Däremot går några av Belgrads Pendeltågslinjer i tunnlar under staden på ett sätt som påminner om en tunnelbana. De underjordiska stationer som finns på dessa underjordiska pendeltågslinjer påminner också mycket om tunnelbanestationer.

### Järnväg
Belgrad har under lång tid varit en av Europas viktigaste järnvägsknutar. Detta har berott på att Belgrad länge har varit en mötespunkt för tåg som kommer österifrån och västerifrån. Under 1900-talets första hälft utgjorde Belgrad mötespunkten för tåg som skulle gå från dels Grekland och dels orienten och vidare mot stora delar av det övriga Europa som till exempel Frankrike. Belgrad var också en viktig mötespunkt för den välkända Orientexpressen som då gick från Calais och Paris och vidare mot Bukarest, Aten och Istanbul. I Belgrad möttes delarna av Orientexpressen som gick i anslutning med Bukarest, Aten och Istanbul och därför kopplades de samman eller delades beroende på vilken riktning tågen gick i. Därför var Belgrad en mycket viktig plats för Orientexpressen. Under kalla kriget under den andra halvan av 1900-talet fortsatte Belgrad att ha samma betydelse som mötespunkt. Detta var nämligen den plats där tåg gick mellan öst och väst. Flera internationella tåg gick till platser som München och Wien som tillhörde det dåvarande Västeuropa. Det gick tåg till Sofia, Budapest och Bukarest i det dåvarande Östeuropa. Dessutom gick det tåg till Aten och Istanbul. Detta innebar att Belgrad var en av de viktigaste järnvägsknutarna för trafik mellan de annars så olika delarna i det då delade Europa.
Under 1990-talet minskade Belgrads betydelse som viktig internationell järnvägsknut. Detta berodde på att Serbien blev allt mer isolerat och dessutom hårt drabbat av krig. Från år 2000 har dock Belgrad åter börjat att få tillbaka sin betydelse som internationell knutpunkt och många tåg från till exempel Grekland som ska gå norrut går åter via Belgrad.

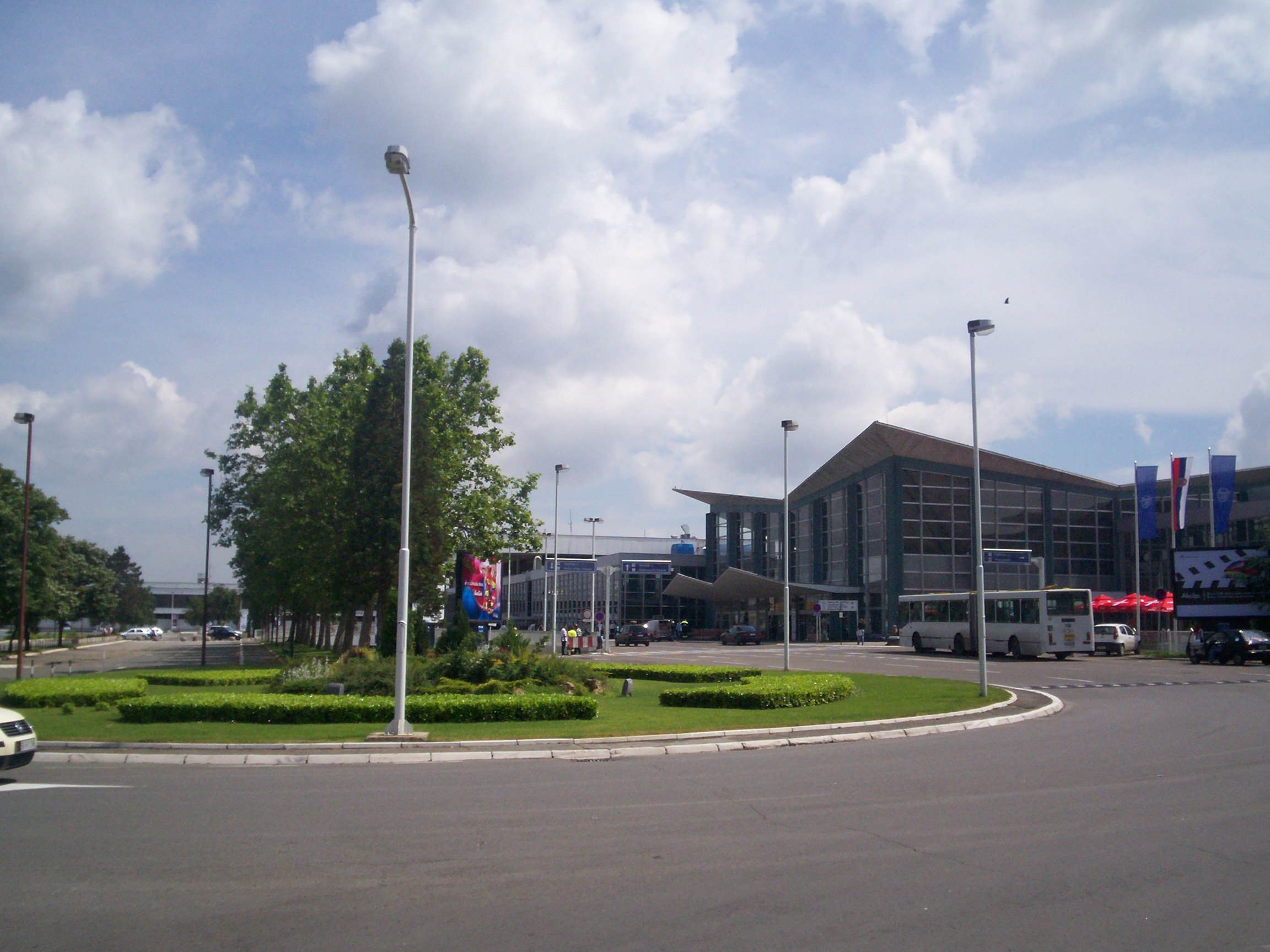
Belgrad-Nikola Teslas flygplats.

### Flygplatser
I Belgrad finns en internationell flygplats. Från denna flygplats går trafik till i stort sett hela Europa och till stora delar av Asien. Nikola Tesla flygplatsen har återfått sin status som knutpunkt i sydöstra Europa. Under 2008 hade flygplatsen över 3 miljoner resenärer. Det serbiska flygbolaget Air Serbia har trafik till nästan hela Europa. Tyska Lufthansa och österrikiska Austrian Airlines har också en omfattande förbindelse med Belgrad. Numera finns också ett par lågprisbolag som trafikerar Belgrad, bland annat Norwegian Air Shuttle och Germanwings.

## Kända belgradbor
- Septimius Severus, kejsare.
- Stefan Uroš IV Dušan, kung.
- Peter II av Jugoslavien, kung.
- Milutin Milanković, vetenskapsman.
- Ivo Andrić, nobelpristagare.
- Marina Abramović, performancekonstnär.
- Josip Broz Tito, jugoslavisk politisk ledare.
- Zoran Đinđić, politiker.

- Bojan Đorđić, fotbollsspelare.
- Ana Ivanović, tennisspelare.
- Jelena Janković, tennisspelare.
- Slobodan Zivojinovic, tennisspelare.
- Milorad Pavić, författare.
- Novak Đoković, tennisspelare.
- Alexander, kronprins av Jugoslavien, tronpretendent och kronprins av Jugoslavien och Serbien (sedan 1970).